# Blitz (videogioco)
Blitz è un videogioco sparatutto a schermata fissa, dove un aereo deve bombardare una serie di grattacieli, pubblicato nel 1982 per Commodore VIC-20 dalla Commodore britannica. Nel 1983 la Commodore pubblicò una conversione per Commodore 64, con il titolo di copertina Super Blitz, e nel 1984 lo pubblicò per Commodore 16, ma soltanto in abbinamento con Stellar Wars o nella raccolta Super Games 1 della Commodore italiana, con Stellar Wars e Harbour Attack.
Allo stesso tempo innumerevoli cloni e varianti non ufficiali uscirono per ogni genere di computer, e tuttora ne vengono prodotti per dispositivi moderni; i giochi di questo tipo sono appunto noti come varianti di Blitz o anche Bomber. La struttura del gioco è molto semplice e molti cloni uscivano sotto forma di listati BASIC su pubblicazioni cartacee.
A sua volta Blitz è un rifacimento di Air Attack, un precedente e meno noto gioco per Commodore PET.

## Modalità di gioco
Il gioco si svolge in un panorama con visuale fissa di profilo su un fitto gruppo di grattacieli neri, di altezze differenti e generate casualmente a ogni partita. Un biplano bombardiere vola orizzontalmente sopra la città e deve distruggere tutti i grattacieli, in modo da liberare lo spazio per atterrare e quindi ricominciare da capo con una nuova città. L'aereo vola automaticamente a velocità costante da sinistra a destra, e quando fuoriesce dal lato destro dello schermo ricompare sul lato sinistro, a quota leggermente più bassa a ogni passaggio. Tutto il gioco viene controllato con l'uso di un solo tasto, che serve a sganciare le bombe.
Queste si possono sganciare una alla volta, hanno traiettoria verticale e se colpiscono la cima di un grattacielo distruggono un certo numero dei suoi piani, cominciando dall'alto. Il gioco termina se l'aereo sbatte contro un grattacielo, e poiché vola sempre più in basso, è necessario riuscire a colpire prima i grattacieli più alti.
Nella versione Commodore 64 è presente anche King Kong, che ogni tanto si arrampica su un grattacielo e se viene colpito dà un bonus di punteggio. Si può inoltre impostare il  livello di difficoltà di partenza, che corrisponde alla velocità dell'aereo.

## Storia
Blitz per VIC-20 venne sviluppato autonomamente da Simon Taylor, mentre Steve Battle realizzò la semplice grafica, e venne ceduto alla Commodore per la pubblicazione. Anche le successive conversioni edite dalla Commodore sono accreditate a Simon Taylor. L'autore afferma di aver creato il gioco nel 1981 e averlo commercializzato inizialmente con il proprio marchio Taysoft, con il titolo Vic New York.
Blitz venne tuttavia preceduto da almeno un altro titolo con meccanica di gioco identica, Air Attack, pubblicato nel 1979 per Commodore PET dall'editrice britannica SuperSoft. Secondo Peter Calver, fondatore della Supersoft, il suo prodotto era l'idea originale. Air Attack era stato pubblicato anche come listato sul numero di dicembre 1979 della rivista britannica Personal Computer World, che aveva in allegato una maschera trasparente da sovrapporre allo schermo monocromo del PET per visualizzare il gioco a quattro colori.
Anche l'arcade Canyon Bomber della Atari, risalente al 1977, ha alcune caratteristiche in comune con Air Attack e Blitz.
In seguito Peter Calver ammise di essere stato ispirato da Canyon Bomber, pur non avendolo visto; nell'estate del 1979 suo fratello gli parlò dell'arcade e Calver volle riprodurlo, ma ebbe l'idea di sostituire i grattacieli ai piloni di roccia dell'originale.
Fu comunque Blitz per VIC-20 a ottenere una certa fama e a dare avvio a un prolifico filone di giochi di questo genere, che spesso portano il suo nome.